# Калинин, Виталий Серафимович
Виталий Серафимович Калинин (13 марта 1954, Москва, СССР) — режиссёр, сценарист, лауреат отечественных и зарубежных премий, руководитель мастерских режиссуры ВГИК, федеральный эксперт в области профессионального образования, доцент режиссуры кино и телевидения

## Биография

### Детство
Родился в Москве 13 марта 1954 года в семье слесаря высшего шестого разряда и учительницы начальных классов. Отец, по рассказам, лично переносил маршала Мерецкова (или Василевского) на руках из одного окопа в другой в японскую кампанию 1945 года за что получил медаль «За победу над Японией».
"Стояла жара, но окопы были заполнены водой, " — вспоминал ветеран.
Мать с 1944 года поднимала просвещение в Дмитровском районе Московской области. Видимо это сыграло важную роль в дальнейшей судьбе будущего режиссёра-педагога.

### Юность
Юность, как и детство, Виталий Калинин провёл в трёх «точках силы» Москвы: на Благуше (ныне станция метро «Семёновская»), в Измайлово и в деревне Деденево Московской области. Раннее увлечение игрой на гитаре позволяло оставаться «своим» в хулиганской среде тогдашних окраин Москвы и в среде сельской молодёжи. Сочетание слесарной закалки, учительского терпения и дотошности с крестьянским, толстовским принятием природы человека как стихии, стали формой существования будущего режиссёра и педагога, темой его будущих фильмов.
Увлечение музыкой и литературой позволили поступить после школы в 1970 году в Московский государственный институт культуры (МГИК) в мастерскую заслуженного артиста РСФСР М. М. Новохижина и Т. Н. Солошек.
"Мне всегда везло на учителей и в 716 школе, где собрался уникальный коллектив учителей по всем направлениям, и, в особенности, в институте, " — вспоминает Виталий Калинин. «Татьяна Николаевна Солошек — выпускница школы-студии МХАТ, помимо таланта актрисы и режиссёра, обладала уникальным даром учителя. Именно ей я обязан своим становлением и как режиссёра, и, как оказалось впоследствии, педагога».

### Молодость
Получив специальность культпросветработника высшей квалификации, режиссёра театрального коллектива в 1975 году Виталий Калинин некоторое время работает руководителем хора и культорганизатором в Интернате для персональных пенсионеров старых коммунистов. Здесь он знакомится с бытом и обитателями уникального для культуры и искусства России местом — Переделкино. Живёт и работает разнорабочим в имении знаменитого советского писателя В. П. Катаева.
В это же время пробует свои силы в кинематографе, работая по договору ассистентом режиссёра по актёрам в дебютном фильме Владимира Меньшова «Розыгрыш». Однако ситуация и положение выпускника непрофильного для кинематографа вуза приводит Виталия Калинина на киностудию Министерства Обороны СССР. К тому времени здесь сосредоточены лучшие силы неигрового кинематографа, поскольку штат студии формировался исключительно выпускниками ВГИКа и офицерами, имеющими опыт кинематографической деятельности.
Работа на Киностудии Министерства Обороны многое дала будущему режиссёру-документалисту, познакомила с самыми дальними уголками Советского Союза, приучила к трезвому восприятию жизни, расширила кругозор, а главное — научила стойкости и мужеству в любых ситуациях. С 1976 по 1989 год, пройдя путь от ассистента режиссёра до режиссёра-постановщика Виталий Калинин снял здесь более 40 короткометражных фильма самых разных видов: от игровых до учебных и технико-пропагандистских.
В перестройку без отрыва от производства Виталий Калинин поступает и заканчивает в 1987 году ВГИК, мастерскую А. Г. Буримского и С. Л. Райтбурта — классиков отечественного научно-популярного кино.

### 1990-е годы
В девяностые годы наступает новая фаза в жизни и творчестве Виталия Калинина. Его приглашают в качестве режиссёра-постановщика на Центральную киностудию научно-популярных фильмов в объединение «Космос». Здесь до 1997 года он делает фильмы о первых коммерческих полётах с иностранными космонавтами. В этот же период начинается работа в качестве сценариста, режиссёра и продюсера с различными иностранными телекомпаниями и производителями (прежде всего, немецкими Deutsche Welle, Arte, MDR и др.), аккредитованными в России.
Параллельно с работой в кинематографе, видеографии, телевидении работает в рекламе для компаний «Теtra Pak», «Йогурты Эрмана», «ЗИЛ», «ГАЗ», «АСМАП».

### Педагогическая деятельность
В 1989 году по предложению своих учителей С. Л. Райтбурта и А. Г. Буримского приступает к преподаванию во ВГИКе, сочетая практическую работу с педагогической. С тех пор и по настоящее время Виталий Калинин разработал собственный метод работы со студентами, отличающийся высоким уровнем постижения теории режиссуры в сочетании с большим количеством практических работ. Значительное место в методике освоения режиссёрского мастерства занимают вопросы философии и философии искусств, введённые в практику П. Д. Волковой, учеником которой являлся Виталий Калинин.
Значительное место в педагогической деятельности занимала работа заведующим кафедрой продюсерского мастерства в Гуманитарном институте телевидения и радиовещания им. М. А. Литовчина (ГИТР). Здесь были разработаны программы и методики, по которым и сегодня ведётся подготовка телевизионных продюсеров России.

### Настоящее время
Сегодня Виталий Калинин большую часть времени уделяет подготовке молодых режиссёров, является руководителем мастерской телевизионной режиссуры ВГИК, был руководителем мастерской Высших курсов кино и телевидения ВГИК по программе «Кинорежиссура и Кинодраматургия» вместе с Владиславом Ивановичем Романовым, а также является федеральным экспертом в области профессионального образования и доцентом.
С сентября 2018 года является художественным руководителем и старшим педагогом «Миры Экрана» Киношкола онлайн.
Награждён медалью Российского лермонтовского комитета «За большой вклад в развитие экранного искусства и культуры Российской Федерации».

## Фильмография

### Автор
- 1995 — «Место смерти — открытое море» (версия гибели АПЛ «Комсомолец»)
- 1994 — «Время Зейтмана» Видеофильм
- ? — Серия научно-популярных фильмов о работе космических экспедиций на станцию «Мир»
- 1988 — «Рядовой Иванов» Документальный фильм

### Соавтор
- 2004 — «Легендарные боевые машины. Т-34» Историко — архивный фильм
- 2000 — «Авиатриссы» Документальный фильм ARTE (Германия, Франция)
- 2000 — «Мусорные люди» Документальный фильм

### Автор сценария
- 2020 — «Академия курсов» Образовательный сериал
- 2016 — «Запретное влечение» Игровой короткометражный фильм (совместно с Сейраном Тейфиковым)
- 2015 — «Гуру» Документальный фильм
- 2014 — «Управление катастрофой» (Блокада Ленинграда) Документальный фильм
- 2011 — «Звезду за „Стингер“» Документальный фильм
- 2006 — «Вещественное доказательство» Документальный сериал 8 серий
- 2002 — «Чёрный лабиринт» Документальный фильм
- 2002 — «Организация обучения по охране труда» Учебный сериал
- Выпуски киножурнала «Хочу всё знать»

### Режиссёр
- 2020 — «Академия курсов» Образовательный сериал
- 2015 — «Гуру» Документальный фильм
- 2014 — «Управление катастрофой» (Блокада Ленинграда) Документальный фильм
- 2013 — «О благотворительности, конфетах и акробатах». Фильм первый «Человек из Шередаря» Документальный проект
- 2013 — «О благотворительности, конфетах и акробатах». Фильм второй «Возьмите меня в хулиганы» Документальный проект
- 2006 — «Вещественное доказательство» Документальный сериал 8 серий
- 2002 — «Чёрный лабиринт» Документальный фильм
- 2002 — «Организация обучения по охране труда» Учебный сериал
- 1999 — «Как прекрасна эта земля» Документальный фильм
- 1995 — «Место смерти — открытое море» (версия гибели АПЛ «Комсомолец») Документальный фильм
- 1995 — «Территория ТВ-6» Серия телепередач
- 1994 — «Время Зейтмана» Видеофильм
- 1995 — «World music day» Трансляция. Российский сегмент
- 1994 — «Хасиды зажигают свечи» Документальный фильм
- 1994 — «Пейсах — по-еврейски Пасха» Документальный фильм
- Серия научно-популярных фильмов о работе космических экспедиций на станцию «Мир»
- Выпуски киножурнала «Хочу всё знать»
- 1991 — «Проверка частным сыском» Документальный фильм
- 1988 — «Глазами друга» Документальный фильм
- 1988 — «Рядовой Иванов» Документальный фильм
- 1987 — «Подчинить воле и разуму» Документальная реконструкция
- 1986 — «Станция назначения — Победа» Хроникально-документальный фильм
- 1986 — «Маршал Толбухин. Страницы биографии» Хроникально-документальный фильм

### Сорежиссёр
- 2004 — «Легендарные боевые машины. Т-34» Историко — архивный фильм
- 2000 — «Мусорные люди» Документальный фильм

### Продюсер
- 2015 — «Гуру» Документальный фильм
- 1999 — «Как прекрасна эта земля» Документальный фильм
- 1995 — «World music day» Трансляция. Российский сегмент
- 1995 — «Место смерти — открытое море» (версия гибели АПЛ «Комсомолец») Документальный фильм
- 1994 — «Время Зейтмана» Видеофильм
- 1993 — «Тайга» Документальный фильм
- 1993 — «Чернобыль — семилетье» Документальный фильм

### Исполнительный продюсер
- 2000 — «Авиатриссы» Документальный фильм
- 2000 — «На всех морях» Документальный кинофильм
- 2000 — «Мусорные люди» Документальный фильм

## Публикации
- 2015 — Учебное пособие «Особенности работы съёмочной группы при создании телевизионных спортивных программ многокамерным методом» ВГИК
- 2011 — Учебные пособия по многокамерной съёмке АНО «Спортивное вещание»
- 2002 — Программа курса «Мастерство телевизионного продюсера» ГИТР
- 2001 — Программа курса «Основы режиссуры» ГИТР
- 2003 — Статья «Кофры всякие нужны» журнал «Broadcasting» Каталог «Съёмочное оборудование»
- 2003 — Статья «Время на монтаже — золотое время» журнал «Broadcasting». Каталог «Оборудование для монтажа»
- 2005 — вступительная статья и редактирование книги Ричарда Гейтса «Управление производством кино-и видеофильмов» ГИТР